# 安库尔
安库尔（法語：Incourt，法語發音：[ɛ̃kuʁ]）是比利时瓦隆大区瓦隆布拉班特省的一个市镇，通行法语，是比利时法语社群的一部分，面积38.79平方千米，人口5,662人（2024年1月1日）。